# Hrejkovický potok
Hrejkovický potok är ett vattendrag i Tjeckien. Det ligger i den centrala delen av landet, 80 km söder om huvudstaden Prag.